# Organización de eventos

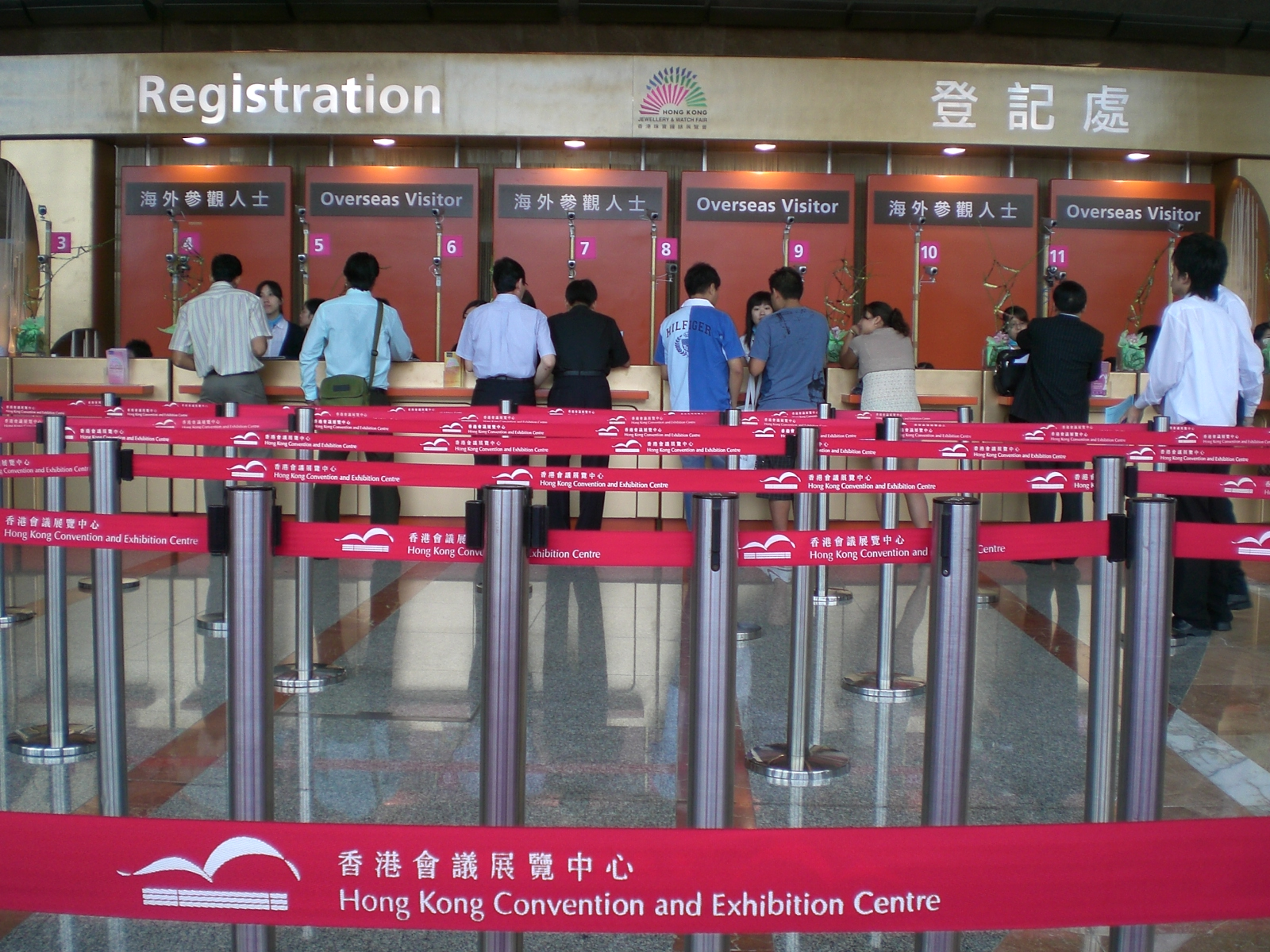
Estructura de acreditación previa al ingreso de participantes a un evento en el Centro de Convenciones y Exposiciones de Hong Kong.

La organización de eventos es el proceso de diseño, planificación y producción de congresos , festivales, ceremonias, fiestas, convenciones u otro tipo de reuniones, cada una de las cuales puede tener diferentes finalidades.
Entre las diversas tareas que engloba la organización de un evento podemos destacar la selección y reserva del espacio en el que se desarrollará el acto, la tramitación de permisos y/o autorizaciones, la supervisión de las tareas, la coordinación logística interna o los servicios gastronómicos, entre otros.
El campo de estudio de la organización de eventos es relativamente nuevo. Actualmente existen diferentes instituciones especializadas en la formación de los futuros profesionales del sector, en algunos casos universitarias, que imparten esta materia.
Detrás de cada evento existe un gran equipo de proveedores que cada uno añade su servicio profesional y juntos logran contribuir al cumplimiento de un evento según el estilo emitido, Equipo de Decoración, Equipos de Montaje de sonido y tarimas, Wedding y Event Planner, Repostero, salones de Fiestas y entre otros que dan armonía a cada proceso creativo que muy poco se ve pero que logran resultados extraordinarios.

## Pasos para la planificación
Diseño de Pautas
Lo primero es poder plantear junto con todo el equipo de organizadores o proveedores de la misma, las pautas necesarias para la realización de cada proceso creativo que es de suma importancia para dar inicio a la primera etapa de elaboración, se dividen labores y se hacen planos de los parámetros que el evento necesita.

### Producción
El conjunto de gestiones previas al inicio de la reunión y que tienen como objetivo principal la preparación de los recursos y equipos que componen el evento.
Para gestionar este paso, se puede utilizar un Sistema de Organización de Eventos, lo cual facilitará la planeación y ejecución de los mismos, en todos los procesos que el evento necesite.
Producir consiste en disponer una serie de factores que pueden ser controlados, proyectados y ordenados con antelación, mediante procedimientos puntuales.
En la producción del evento se deben seguir los siguientes pasos:
1. Definir el objetivo del evento
2. Nombrar un comité organizador
3. Establecer fechas
4. Determinar el número de asistentes al evento
5. Seleccionar el lugar de realización
6. Elaborar un cronograma de las actividades
7. Realizar una estimación de los recursos
8. Elaborar el presupuesto y determinar las fuentes de financiación
9. Promoción del evento
10. Selección del personal
11. Adquisición o contratación de materiales, equipos y servicios[4]

### Montaje
El montaje engloba, por un lado, la disposición del equipo y los recursos técnicos, humanos y materiales que se utilizaran en el lugar donde se realizará el evento. Por otro, constituye la bases estéticas, estructurales y funcionales sobre las que se desarrolla el evento. 
Preparar la puesta en escena es fundamental en la organización.
Existen diversas modalidades de montaje a la hora de realizar un evento. La elección de una u otra depende de las características y las necesidades del acto particular. Estas modalidades son las siguientes:
-Montaje auditorio
-Montaje tipo escuela
-Mesa ejecutiva
-Montaje en forma de U
-Mesa imperial
-Montaje tipo banquete o mesas redondas
-Montaje tipo cóctel

### Ejecución
Estando los participantes del evento reunidos en el mismo lugar y al mismo tiempo, comparten las actividades planificadas

### Desmontaje
Orden del equipo para retiro de los materiales y elementos que fueron utilizados en el evento.

### Evaluación de resultados
Hace referencia al momento en el que se establece el grado de cumplimiento de los objetivos establecidos y la eficiencia de las prestaciones.
La Evaluación de resultados es una de las partes más importante del postevento. Conocer si se han cumplido, como mínimo, los objetivos previstos y el rendimiento producido con ellos.
Se debe realizar una evaluación del proceso de creación y del desarrollo. Esta evaluación permitirá a los organizadores ser conscientes del funcionamiento del evento en cuestión y se podrá tomar como punto de partida para futuros actos mediante la redacción de un informe final que incluya datos tanto cualitativos como cuantitativos.

### Post-evento
Recopilación de todas las acciones realizadas en el evento. Seguimiento que ayudan a la evaluación del mismo. En esta fase se incluirá la documentación gráfica del mismo; Fotografías, montajes de videos, clipping de prensa, seguimientos 2.0, etc.,.

## Checklist
Lista de acciones a seguir en la planificación de un evento
Los eventos requieren mucho trabajo de planificación y es mejor estar seguros de tenerlo todo bajo control antes de ponerse a trabajar. 9 elementos que influyen en la organización de eventos y su relación entre sí.
- Segmento de clientes: el target o público al que pretendes dirigirte.

- Propuesta de valor: que es exactamente lo que le vas a ofrecer al público? Aquí deberías empezar a esbozar tu evento en términos de qué, cómo, dónde y cuándo tendrá lugar.

- Distribución: canales de venta de entradas para tu evento.

- Relación con los clientes (marketing). Tendrás que enumerar las actividades de marketing y comunicación que mejor encajen para informar y persuadir a tu target.

- Fuente de ingresos. Es importante diseñar una estrategia de precios así como identificar todas las fuentes de ingresos.

- Actividades clave. La organización de eventos es, en gran parte, el arte de saber coordinar muchas y variadas actividades: booking de artistas o ponentes, producción técnica del evento. Es necesario que identifiques cada una de ellas y, si tienes equipo, que designes personas responsables de cada tarea.

- Recursos clave. Comenzar de cero un evento es muy complicado. En este apartado es recomendable que enumeres todos los activos con los que cuentas antes de empezar: presupuesto inicial, si tienes base de datos, la fortaleza de tu marca, tu equipo

- Alianzas. Puede que cuentes con el apoyo de otras empresas o personas para la organización de eventos. Enuméralos y tenlos bien presentes, porque nunca sabes cómo te pueden ayudar.

- Estructura de costos. Tan importante es saber los ingresos que puedes generar, como los costes a los que vas a tener que hacer frente: salarios, coste de producción, alquileres varios.

## Ranking ICCA de los países y ciudades con mayor cantidad de eventos
La Asociación Internacional de Congresos y Convenciones (ICCA, según sus siglas en inglés) que constituye una de las asociaciones vinculadas a la industria de los eventos más prestigiosas del mundo, elabora anualmente un ranking que cuantifica eventos organizados por asociaciones internacionales, que tengan lugar en diferentes sedes y que hayan rotado por un número mínimo de tres países.
| Ranking 2008 | Ranking 2008 | Ranking 2008 | Ranking 2008 |
| Por países   | Por países   | Por países   | Por países   |
| Puesto       | País         | # Eventos    |              |
| ------------ | ------------ | ------------ | ------------ |
| 1            | EE. UU.      | 507          |              |
| 2            | Alemania     | 402          |              |
| 3            | España       | 347          |              |
| 4            | Francia      | 334          |              |
| 5            | Reino Unido  | 322          |              |
| Por ciudades |              |              |              |
| Puesto       | Ciudad       | # Eventos    |              |
| 1            | París        | 139          |              |
| 2            | Viena        | 139          |              |
| 3            | Barcelona    | 136          |              |
| 4            | Singapur     | 118          |              |
| 5            | Berlín       | 100          |              |